# Евстатиос Тиафис
Евстатиос Тиафис или капитан Фламбурас (на гръцки: Ευστάθιος Θειάφης, καπετάν Φλάμπουρας) е гръцки офицер, лейтенант и андартски капитан, деец на гръцката въоръжена пропаганда в Македония.

## Биография
Включва в гръцката въоръжена пропаганда в Македония. Оглавява отряд под командването на Димитриос Папавиерос. В началото на юни 1907 година Христос Аргиракос се свързва с Григорис Фалиреас, Йоргос Лепидатос и Евстатиос Тиафис, за общо нападение над центъра на българщината Загоричани. Оглавява чета заедно с Аргиракос, дейстаща в Костурско, а след това действа в Преспа и в планината Баба. С Константин Попставрев, Александрос Георгиадис и офицерите, Димитриос Папавиерос и Григорис Фалиреас взима участие в битката при Шубраци - хълм на югоизток от Лехово. Гръцките чети са обкръжени от силна османска част между Шубраци и Върбища и след тежка битка се изплъзват като причиняват загуби на османците. Участва в сражението при Върбени. Действа заедно с Георгиос Цондос, Павлос Нерандзис и Емануил Кацигарис.
Убит е при битката при Еласона по време на Балканската война на 19 октомври 1912 година.